# Gute Praxis Gesundheitsinformation
Die Gute Praxis Gesundheitsinformation (abgekürzt GPGI) bezeichnet einen in Deutschland und Österreich anerkannten Kriterienkatalog, der Qualitätsanforderungen an Entwicklung und Inhalte von evidenzbasierten Gesundheits- und Patienteninformationen beschreibt. Entwicklung und Herausgeberschaft liegen beim Deutschen Netzwerk Evidenzbasierte Medizin (DNEbM).

## Hintergrund und Ziele
Evidenzbasierte Gesundheitsinformationen zeichnen sich durch eine unverzerrte und zuverlässige Darstellung des medizinischen Wissensstands aus. Sie ermöglichen es Menschen, ihr Wissen über Gesundheit und Krankheit zu verbessern und eigenständig oder gemeinsam mit anderen Entscheidungen über Gesundheitsfragen zu treffen, die den Einstellungen und der Lebenssituation entsprechen. Um diese Aufgabe erfüllen zu können, müssen Gesundheitsinformationen Anforderungen an Informationsqualität und Evidenzbasierung erfüllen. Um Ersteller und Herausgeber von evidenzbasierten Gesundheitsinformationen zu unterstützen, hat das Deutsche Netzwerk Evidenzbasierte Medizin 2009 die erste Version der GPGI veröffentlicht und 2015 aktualisiert.

## Inhalte
Die Gute Praxis Gesundheitsinformation fordert ein transparentes methodisches Vorgehen der Erstellung von Gesundheitsinformationen. Um das zu gewährleisten, beruhen evidenzbasierte Informationen auf 
- (a) einer systematischen Recherche,
- (b) einer begründeten Auswahl der Evidenz,
- (c) einer unverzerrten Darstellung der relevanten Ergebnisse,
- (d) angemessener inhaltlicher und sprachlicher Darstellung von Unsicherheiten,
- (e) entweder Verzicht auf direktive Empfehlungen oder klare Trennung zwischen der Darstellung von Ergebnissen und der Ableitung von Empfehlungen,
- (f) Berücksichtigung der aktuellen Evidenz zur Kommunikation von Zahlen, Risikoangaben und Wahrscheinlichkeiten und
- (g) transparenten Angaben über Verfasser und Herausgeber der Gesundheitsinformation und deren Finanzierung.

## Berücksichtigung
Zu den Organisationen, die diese Qualitätskriterien berücksichtigen bzw. unterstützen, gehören unter anderem Arbeitsgemeinschaft der Wissenschaftlichen Medizinischen Fachgesellschaften, Arzneimittelkommission der deutschen Ärzteschaft, Bundesministerium für Gesundheit, Cochrane Deutschland, Deutsches Netzwerk Versorgungsforschung, Institut für Qualität und Wirtschaftlichkeit im Gesundheitswesen, Ärztliches Zentrum für Qualität in der Medizin, Harding-Zentrum für Risikokompetenz, IGEL-Monitor, Krebsinformationsdienst des Deutschen Krebsforschungszentrums, Stiftung Gesundheitswissen, Netz psychische Gesundheit psychenet, Verbraucherzentrale NRW, Deutsches Netzwerk Gesundheitskompetenz.

## Gute Gesundheitsinformation Österreich
In Österreich werden diese Kriterien in modifizierter Form unter der Bezeichnung „Gute Gesundheitsinformation Österreich“ von der Österreichischen Plattform Gesundheitskompetenz verbreitet und unter anderem vom Öffentlichen Gesundheitsportal Österreichs oder von Medizin transparent berücksichtigt.